# إدارة الأصول
إدارة الأصول بمعناها العام، تشير إلى أي نظام يقوم بمراقبة الممتلكات القيمة المملوكة لكيان أو مجموعة ويحافظ عليها. وهذا التعريف قد ينطبق على الأصول المادية مثل المباني وينطبق على المفاهيم المعنوية مثل الملكية الفكرية والسمعة التجارية. وإدارة الأصول هي عملية منهجية لتشغيل الأصول والمحافظة عليها وترقيتها وتصريفها بفعالية تكلفة، (الرابطة الأمريكية للمسئولين عن الطرق السريعة والنقل). آراء بديلة لإدارة الأصول في البيئة الهندسية هي: تطبيق إدارة الأصول لتحقيق أكبر عائد (يفيد بوجه خاص في حالة الأصول الإنتاجية مثل الآلات والمعدات)، وعملية متابعة أنظمة صيانة المرافق، وذلك بهدف توفير أفضل الخدمات الممكنة للمستخدمين (تناسب أصول البنية التحتية العامة). ويقدم أغلب مديري الأموال المتداولة عائدات أسوأ بكثير من المؤشر مثل إس وبي 500 (السبب الرئيس في هذا هو أن المدير يأخذ أتعابه مهما كانت قيمة الرصيد بالنسبة للمؤشر وهذا يقلل من قيمة العائدات).

## إدارة أصول البنية التحتية
إدارة أصول البنية التحتية هي الجمع بين الممارسات الإدارية والمالية والاقتصادية والهندسية وغيرها من الممارسات التي يمكن تطبيقها على الأصول المادية بهدف توفير المستوى المطلوب من الخدمة بطريقة أكثر فعالية من حيث التكلفة. وتشمل إدارة الأصول إدارة دورة الحياة الكاملة (تصميم وبناء وتكليف وتشغيل وصيانة وإصلاح وتعديل واستبدال ووقف التشغيل / البيع) للأصول المادية وأصول البنية التحتية. إن تشغيل الأصول واستمراريتها في بيئة ميزانية مقيدة يتطلب نوعًا من نظام تحديد الأولويات. في بعض البلدان، مثل كندا، يعد وضع خطة لإدارة الأصول إلزاميًا للبلديات.

## الخلفية التاريخية لإدارة الأصول
دائما ما كانت تعتمد الحضارات على أصولها التكنولوجية في دعم الوظائف الرئيسية مثل النقل والصحة العامة وقطاع الأعمال والتجارة. هناك ارتباط واضح بين هذا الإمداد وبين التطور التكنولوجي للأصول وللأنماط الحديثة في حياتنا. أقام الرومان إمبراطورية عظيمة عندما بنوا الطرق والمجارى المائية المرفوعة وغيرها من الأصول. ولن يختلف الأمر كثيرًا إذا ما نظرنا إلى آسيا وأفريقيا وأوروبا والأمريكتين.

## إدارة الأصول المالية
- إدارة محفظة الأوراق المالية: هو أحد قطاعات صناعة الخدمات المالية الذي يتولى إدارة برامج الاستثمار الجماعي وحسابات العملاء التجنيبية.
- الأصول العالمية الخاضعة للإدارة
- قائمة شركات إدارة الأصول

## إدارة أصول المؤسسات
إدارة أصول المؤسسات هي العمليات التجارية ونظم المعلومات التمكينية التي تدعم إدارة أصول مؤسسة ما: الأصول المادية (مثل المباني والمعدات والبنية التحتية وما إلى ذلك).
- إدارة الأصول المادية: إدارة دورة الحياة الكاملة (تصميم وبناء وتكليف وتشغيل وصيانة وإصلاح وتعديل واستبدال ووقف التشغيل / البيع) للأصول المادية وأصول البنية التحتية مثل الطاقة والمياه ومصانع الهياكل والإنتاج والخدمات ومنشآت معالجة النفايات وشبكات التوزيع وشبكات النقل والمباني وغيرها من الأصول المادية. وتمتد إدارة أصول البنية التحتية في هذا البحث لما يتعلق بالدرجة الأولى بنظم القطاع العام والمرافق العامة والممتلكات والنقل. وقد يُقصد بإدارة الأصول صياغة الوصلات المستقبلية بين البيئات الإنسانية والمعمورة والطبيعية عن طريق عمليات اتخاذ قرار تعاونية ومستندة إلى بينات.
- إدارة الأصول الثابتة: عملية محاسبية تسعى لتتبع الأصول الثابتة بغرض المحاسبة المالية.
- إدارة أصول تقنية المعلومات: مجموعة من الأعراف التجارية التي تجمع بين الوظائف المالية والتعاقدية والجردية لدعم إدارة دورة الحياة واتخاذ القرارات الإستراتيجية لبيئة تكنولوجيا المعلومات. ويُعد هذا أيضا إحدى العمليات المحددة في إدارة خدمات تقنية المعلومات.
- إدارة الأصول الرقمية: شكل من أشكال إدارة المحتوى الإعلامي الإلكتروني بما في ذلك الأصول الرقمية.